# Don't Cha
«Don't Cha» — en español «Tú no» o «No» — es una canción de R&B y Hip Hop, interpretada por el grupo femenino estadounidense The Pussycat Dolls, para su álbum debut PCD (2005). La canción fue escrita y producida por Cee-Lo Green y cuenta con la interpretación del rapero Busta Rhymes. En un principio se escribió originalmente para la vocalista de OutKast, Tori Alamze. La letra de la canción habla sobre una mujer que se burla de la novia de un hombre, porque es más sexy que ella.
El sencillo obtuvo buena recepción crítica, muchos críticos elogiaron el sonido R&B de la canción y la gran energía que tiene. Comercialmente, tuvo éxito en los Estados Unidos donde llegó al puesto 2 en la lista del Billboard Hot 100 manteniéndose 3 semanas consecutivas, y al primer puesto del Pop Songs durante 7 semanas. Logró el primer puesto en las listas continentales de Europa y Oceanía, así como el número uno en 15 países como Canadá, Australia, Nueva Zelanda y el Reino Unido. En todo el mundo «Don't Cha» ha vendido más de 6 millones de copias, convirtiéndose en uno de los sencillos de mayores ventas de todos los tiempos y el de mayor éxito del grupo. Por igual, el sencillo ha logrado el mayor éxito comercial para el grupo en los Estados Unidos con más de 2.2 millones de ventas.
El video musical muestra al grupo en varias secuencias de baile y se encuentra disponible en la cuenta oficial del grupo en YouTube y Vevo.

## Antecedentes
En el 2004, en un estudio de Atlanta, Cee-Lo Green (aún conocido como integrante del grupo Goodie Mob) terminó de producir la canción.
La canción fue escrita originalmente para la cantante Tori Almaze, vocalista del dúo de hip hop OutKast. Alamaze grabó la canción con Universal para su primer álbum a finales de año. Su versión tuvo menor popularidad, llegó hasta el puesto 53 en el Billboard R&B/Hip Hop Songs en los Estados Unidos. 
Tras fracasar con Alamaze, Universal y sus productores, mencionaron a Cee-Lo que re-grabara "Don't Cha" con las Pussycat Dolls. La versión del grupo fue grabada en marzo, añadiendo los dos versos del rapero Busta Rhymes. Antes de esto, ya había sido ofrecida para Sugababes y Paris Hilton, sin embargo ambos la rechazaron.

## Composición
«Don't Cha» es una canción de pop y R&B con duración de cuatro minutos y treinta y dos segundos. La canción fue escrita por Thomas Callaway, Anthony Ray y Trevor Smith y producida por el primero. De acuerdo con la partitura publicada por "Sony / ATV Music Publishing", "Don't Cha" fue compuesta usando tiempo común en la clave menor , y situada en un ritmo hip hop moderado en tempo.
Hablando de su colaboración, Scherzinger dijo: "Él es muy divertido. Él es tan humilde y te hace sentir bien. Estamos muy agradecidos de que [Busta] lo hizo y era una parte de él con nosotros. Nos sentimos bendecidos". Los usos de la canción son de "ritmo rápido y controlado, con voces competentes", y es una mezcla de glamúr tradicional de los años 30 y 40, Rock N Roll y Couture. La letra de la canción es acerca de "burlarse de un hombre desafortunado con las letras," ¿No quisieras que tu novia fuera caliente como yo / no quisieras que tu novia fuera loca como yo ". El coro de la canción se basa en Sir Mix A Lot, Swass (1988).

## Recepción crítica
«Don't Cha» recibió críticas positivas, principalmente. Lisa Haines de BBC describió la canción como "memorable". Continuó diciendo: "[es] un maravilloso R & B dúo con Busta Rhymes, es fácilmente el mejor." 

## Recepción comercial

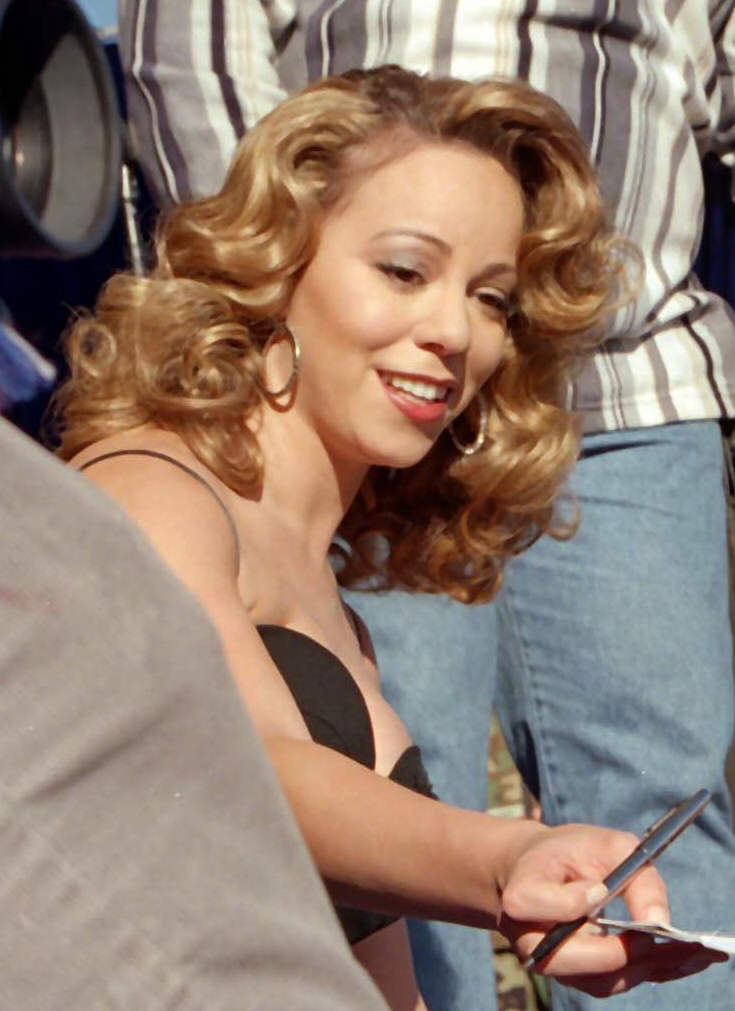
Mariah Carey (foto) impidió a "Don't Cha" el primer puesto en los Estados Unidos con su sencillo «We Belong Together»

El sencillo ganó mucha popularidad en todo el mundo llegando al primer puesto de 15 países, logrando vender más de 6 millones de copias hasta la fecha, siendo aún el mayor éxito comercial del grupo.
«Don't Cha» debutó en el puesto 95 en la lista del Billboard Hot 100 en los Estados Unidos el 7 de mayo de 2005. En su décima semana, la canción entró al top 10 de la lista, dando su mayor salto en la tabla. En la semana 16, la canción logró su punto máximo en la lista en el puesto dos, convirtiéndose en la más alta posición del grupo en el país. El sencillo pasó en el número dos durante tres semanas consecutivas, solo por debajo del sencillo «We Belong Together» de Mariah Carey el cual estuvo 14 semanas no consecutivas en el primer puesto. «Don't Cha» pasó un total de 14 semanas dentro del top diez en la lista Hot 100, y 40 semanas en total dentro de la lista. A pesar de no llegar al primer puesto del Billboard Hot 100, el sencillo si logró el número en las listas de Pop 100, y Hot Dance Club Play por siete y tres semanas respectivamente. "Don't Cha" es la segunda canción en pasar mayor tiempo en la lista del Hot Dance Club Play con 64 semanas en total, detrás de "Since U Been Gone" de Kelly Clarkson y Yeah! de Usher, ambos con 74 semanas en la lista. A "Don't Cha" le tomó tres años y medio vender dos millones de descargas en Estados Unidos, y para enero de 2012 había vendido 2,226,000 copias de acuerdo a Nielsen Soundscan. La canción fue certificada platino por la Recording Industry Association of America (RIAA), tras vender un millón de copias.
En el Reino Unido, después de ser oficialmente lanzado como sencillo, debutó en el puesto 44 solo en importe. Al ser lanzado como sencillo, alcanzó el primer puesto en el UK Singles Chart vendiendo 85,021 copias esa semana, convirtiéndose en el segundo sencillo de mayores ventas en una semana de 2005, detrás de Crazy Frog por Alex F con 120,246 unidades. Con «Don't Cha» debutando en el primer puesto del UK Singles, Pussycat Dolls se convirtió en el primer grupo-americano en debutar en la sima del chart desde «Survivor» de Destiny's Child en el 2001. Hasta el 22 de junio de 2009, "Don't Cha" es el mayor éxito comercial para el grupo en el Reino Unido vendiendo 521,872 copias. El sencillo fue certificado platino por la British Phonographic Industry (BPI) por vender 600,000 copias. The Official Charts Company nombró a "Don't Cha" como la canción no. 147 de mayores ventas en el Reino Unido en el periodo 2000 - 2012. Esto después se convirtió en el 73° sencillo más vendido de la década del 2000 - 2009 en el Reino Unido.  Ocurrentemente el sencillo aparece como el 14° más vendido por una artista femenina en dicha década en el Reino Unido, y también la tercera colaboración más vendida. En Irlanda debutó en el primer puesto de la lista Irish Singles Chart y permaneció ahí por cuatro semanas consecutivas. La canción también alcanzó el primer puesto en países de Europa como Bélgica, Alemania y Suiza.
En Oceanía la canción entró en su primera semana en el primer puesto de Australia y Nueva Zelanda.

## Posicionamiento en listas
| Lista (2005–2006)                               | Mejor posición |
| ----------------------------------------------- | -------------- |
| Alemania (Media Control Charts)                 | 1              |
| Australia (ARIA)                                | 1              |
| Australia Urban (ARIA)                          | 1              |
| Austria (Ö3 Austria Top 40)                     | 2              |
| Bélgica (Ultratop 50 Flandes)                   | 1              |
| Bélgica (Ultratop 50 Valonia)                   | 4              |
| Canadá (Canadian Singles Chart)                 | 1              |
| República Checa (Rádio – Top 100)               | 18             |
| Dinamarca (Tracklisten)                         | 2              |
| Escocia (Scottish Singles Chart)                | 1              |
| Estados Unidos (Billboard Hot 100)              | 2              |
| Estados Unidos (Hot Dance Club Songs Billboard) | 1              |
| Estados Unidos (Dance/Mix Show Airplay)         | 1              |
| Estados Unidos (Dance Singles Sales)            | 1              |
| Estados Unidos (R&B/Hip Hop Songs)              | 8              |
| Estados Unidos (Mainstream Top 40)              | 2              |
| Estados Unidos (Pop 100)                        | 1              |
| Estados Unidos (Rythmic Top 40)                 | 15             |
| Finlandia (Suomen virallinen lista)             | 7              |
| Francia (SNEP)                                  | 6              |
| Hungría (Rádiós Top 40)                         | 6              |
| Hungría (Dance Top 40)                          | 1              |
| Irlanda (IRMA)                                  | 1              |
| Italia (FIMI)                                   | 5              |
| Noruega (VG-lista)                              | 1              |
| Nueva Zelanda (Recorded Music NZ)               | 1              |
| Países Bajos (Dutch Top 40)                     | 2              |
| Países Bajos (Single Top 100)                   | 2              |
| Reino Unido (Official Charts Company)           | 1              |
| Rumania (Top 100)                               | 1              |
| Rusia (TopHit)                                  | 25             |
| Suecia (Sverigetopplistan)                      | 5              |
| Suiza (Schweizer Hitparade)                     | 1              |
| Continentales                                   |                |
| Europa (European Hot 100 Singles)               | 1              |

| Listas (2005)                        | Posiciones |
| ------------------------------------ | ---------- |
| Australia (ARIA)                     | 2          |
| Australia Urban (ARIA)               | 1          |
| Austria (Ö3 Austria Top 40)          | 11         |
| Belgium (Ultratop 50 Flanders)       | 12         |
| Belgium (Ultratop 50 Wallonia)       | 22         |
| European Hot 100 Singles (Billboard) | 2          |
| Ireland (IRMA)                       | 7          |
| New Zealand (RMNZ)                   | 5          |
| Sweden (Sverigetopplistan)           | 31         |
| Switzerland (Schweizer Hitparade)    | 5          |
| UK Singles (Official Charts Company) | 5          |
| US Billboard Hot 100                 | 9          |
| US Hot Digital Songs (Billboard)     | 11         |
| US Hot Dance Club Songs (Billboard)  | 1          |
| US Hot R&B/Hip-Hop Songs (Billboard) | 56         |
| US Pop 100 (Billboard)               | 5          |

## Certificaciones
| País/Territorio                           | Certificación | Ventas     |
| ----------------------------------------- | ------------- | ---------- |
| Alemania (BVMI)                           | Oro           | 150,000^   |
| Australia (ARIA)                          | 2× Platino    | 140,000^   |
| Austria (IFPI Austria)                    | Oro           | 15,000     |
| Estados Unidos (RIAA)                     | Platino       | 2,260,000  |
| Estados Unidos (RIAA) Mastertone          | Platino       | 1,000,000^ |
| Nueva Zelanda (RMNZ)                      | Oro           | 7,500      |
| Reino Unido (BPI)                         | Platino       | 600,000^   |
| Suecia (GLF)                              | Oro           | 10,000×    |
| Suiza (IFPI Suiza)                        | Oro           | 20,000×    |
| * Ventas basadas solo en la certificación |               |            |
| ^ Envíos basados solo en la certificación |               |            |
| × Sin especificar                         |               |            |